# Géomorphologie littorale
La géomorphologie littorale est une branche de la géomorphologie qui étudie la dynamique érosive des côtes. Elle étudie les processus d'érosion liés au déferlement des vagues, le transport des sédiments sous l'action de la dérive littorale et les modelés issus de l'accumulation des sédiments (plage, dune, marais maritime) ou de l'ablation du substrat rocheux (falaise, platier...).

## Processus géomorphologiques littoraux
La plupart des processus érosifs littoraux se rencontrent également au sein des continents, le long des corridors fluviaux par exemple, et relèvent de l'érosion hydrodynamique. Toutefois, la spécificité littorale réside d'abord dans la présence d'eau salée qui permet l'occurrence de phénomènes particuliers (floculation des argiles par exemple), ensuite dans l'importance des transferts sédimentaires longitudinaux et transversaux liés aux courants littoraux.
Fourniture de sédiments : abrasion, météorisation (notamment l'haloclastie), bioérosion, action mécanique des vagues (coup de bélier, évorsion à l'origine de vasque, marmite d'érosion).
Transport des sédiments : dérive littorale, processus éoliens, courants d'arrachement (rip-current).

## Modelés littoraux

### Littoraux meubles
Les littoraux meubles sont caractérisés par la présence de modelés d'accumulation. En fonction de la granulométrie dominante, elle-même dépendante des conditions de site (exposition, topographie), on distingue: des vasières, des plages et dunes, des grèves de galets ou des cordons de blocs. L'accumulation de sédiments se produit soit lorsque la charge sédimentaire (quantité de sédiments) dépasse la capacité de transport (compétence) des courants littoraux (les deltas, par exemple), soit lorsque l'énergie des vagues est dissipée, cas de figure qui se produit dans les secteurs abrités (baies, anses, golfes). 

#### Vasières littorales
Les vasières littorales sont des étendues basses, faiblement inclinées vers la mer, se formant dans les secteurs abrités des mers à marnage conséquent : fond de baie, bords d’estuaires, rivages des lagunes. Elles sont absentes des mers à faibles marées (comme la Méditerranée) et le long des côtes pauvres en particules minérales en suspension. En France, les plus vastes vasières littorales se rencontrent en Baie du Mont Saint-Michel et en Baie de Bourgneuf. La position d'abri du site induit un apaisement des eaux qui permet une sédimentation des particules les plus fines (vase), mais surtout qui empêche l’attaque directe par les houles et donc l'érosion des dépôts.

#### Plages et dunes
La plage est un dépôt sédimentaire meuble, elle se rencontre là où les vagues et les courants littoraux n’ont plus assez d’énergie pour transporter les sédiments de taille supérieure à la vase. Les plages représentent 20 % du linéaire côtier mondial. Or, actuellement 70 % d'entre elles sont en recul, ce qui montre qu’il  y a un déséquilibre général dans le bilan sédimentaire et une inversion de tendance : après une économie d'abondance sédimentaire, les littoraux porteurs de plages sont entrés dans une phase de pénurie sédimentaire se traduisant par un recul. Sur la côte atlantique, les rivages du Médoc ont ainsi reculé de 10 km depuis le VIe siècle ; les plages du Languedoc ont perdu 10 % de leur surface depuis 1945.

### Côtes rocheuses

#### Falaise
La falaise est l’unité paysagère caractéristique des côtes rocheuses. Forme d’érosion littorale, il s’agit d’un versant continental raidi à sa base par l’action de la mer. Elle se transforme dès lors qu’elle n’est plus attaquée directement par la mer (falaise héritée) et sa pente se réduit à mesure qu'elle est enfouie sous ses propres débris (on parle alors de falaise morte). Les côtes rocheuses constituent la grande majorité des littoraux mondiaux (80 % du linéaire côtier), notamment dans les zones tectoniques actives (Pacifique, Méditerranée). Leur particularité est que, contrairement aux côtes d’accumulation, ces espaces peuvent avoir une énergie de relief phénoménale : 666 m sur Achill Island en Irlande, plus de 1 000 m pour certaines portions de l’escarpement côtier chilien (mégafalaises).

## Les influences du climat

### Les modelés spécifiques des littoraux tropicaux

#### Les biohermes
Un bioherme est une masse de roche sédimentaire principalement calcaire édifiée par des organismes constructeurs (en général des coraux, des algues voire d'autres végétaux ou animaux comme certaines éponges ou hermelles se développant en colonies, par exemple) restés le plus souvent en position de vie. Elle a une forme en lentille épaisse, non litée et indépendante de la stratification des couches avoisinantes, ce qui la distingue du biostrome.

##### pseudorécif à hermelles
Les pseudorécifs à hermelles de la baie du Mont-Saint-Michel, localement appelés crassiers, constituent le seul bioherme de grande superficie des côtes d'Europe.